# Байрамов, Муса Худа Керим оглы
Муса Худа Керим оглы Байрамов (азерб. Musa Xudakərim oğlu Bayramov; 10 октября 1901, Зангезурский уезд — 5 октября 1998, Баку, Азербайджан) — советский азербайджанский нефтяник. Герой Социалистического Труда (1959). Депутат Верховного Совета СССР 4 созыва и Верховного Совета Азербайджанской ССР.

## Биография
Родился 10 октября 1901 года в селе Кюрддерли Зангезурского уезда Елизаветпольской губернии (ныне не существует, Сисианский район Армении).
С 1916 года живёт в Агдаме, с 1918 года — в Баку. Участник битвы за Баку в апреле 1920, один из первых установил красное знамя над бакинскими домами.
С 1924 года тральщик на нефтяных промыслах Балаханского месторождения. С 1930 года помощник управляющего цеха по труду, инженер цеха эксплуатации нефтепромыслов Ленинского района Азербайджанской ССР. В 1933 году поступил в Азербайджанскую промышленную академию, которую окончил в 1937 году.
С 1938 года начальник цеха по добыче нефти и газа, заведующий нефтепромысла № 8 управления «Лениннефть».
9 пятилетку Муса Байрамов окончил досрочно в 1974 году. В 1978 году вышел на пенсию.
Указом Президиума Верховного Совета СССР от 19 марта 1959 года за выдающиеся успехи, достигнутые в деле развития нефтяной и газовой промышленности Байрамову Мусе Худа Керим оглы присвоено звание Героя Социалистического Труда с вручением ордена Ленина и золотой медали «Серп и Молот».
Активно участвовал в общественной жизни Азербайджана. Член КПСС с 1927 года. Делегат IX и XX съездов КП Азербайджана, на которых избирался членом ревизионной комиссии. Избирался депутатом Верховного Совета СССР 4 созыва (1954—1958). Работал на общественной работе на заводе. Почётный гражданин Баку.
Скончался 5 октября 1998 года.

## Награды
- Герой Социалистического Труда — указом Президиума Верховного Совета СССР от 19 марта 1959 года
- Орден Ленина (трижды)
- Орден Октябрьской Революции
- Заслуженный нефтяник Азербайджанской ССР.
- Почётный гражданин Баку

## Память
Мусе Байрамову посвящен документальный фильм («Муса дайы», Азербайджантелефильм-1998) и песня «Муса дайы» (муз. З. Ханларова).